# 11:11-Phänomen

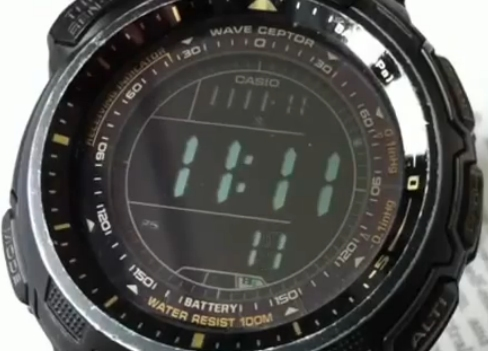
11:11:11 Beispiel der Wahrnehmung

Unter 11:11-Phänomen verstehen Esoteriker ein Phänomen aus dem Bereich des Übersinnlichen. Es beschreibt die Wahrnehmung symmetrischer Zahlenfolgen wie bspw. 11:11 (aber auch 22:22, 23:32, 02:20 usw.) in einer Häufung, die mit bloßem Zufall nicht zu erklären sei. Dieses Phänomen trete periodisch auf und erzeuge im Betroffenen ein Gefühl von Bedeutsamkeit. Inzwischen ranken sich diverse abergläubische Erklärungsversuche um diese Wahrnehmung. Insbesondere der Künstler Uri Geller hat das Thema auch außerhalb der esoterischen Szene bekannt gemacht.

## Erklärungen

### Esoterik
Esoteriker sehen in der vermehrten Wahrnehmung symmetrischer Zahlenfolgen ein bedeutsames „Zeichen“. Das Geschehen wird in der Regel dem Spektrum der Synchronizität zugeordnet.

### Wissenschaft
Wissenschaftlich gesehen handelt es sich bei subjektiv gehäuften Wahrnehmungen bestimmter Dinge in aller Regel um einen Prozess der selektiven Wahrnehmung. Dieser kognitionspsychologische Vorgang ist im Allgemeinen gut erforscht. Es handelt sich um ein psychologisches Phänomen, bei dem nur bestimmte Aspekte der Umwelt wahrgenommen und andere ausgeblendet werden. Selektive Wahrnehmung kann u. a. durch Priming oder Framing hervorgerufen werden. Sie basiert auf der menschlichen Fähigkeit, Muster wahrzunehmen und zu erkennen. Das Gehirn ist unablässig auf der Suche nach Mustern, um neue Informationen in bereits vorhandene eingliedern zu können. Dabei ist die selektive Wahrnehmung die kontinuierliche Suche nach einem bestimmten Muster. Ein Beispiel für selektive Wahrnehmung ist das Phänomen, dass Argumente, die die eigene Position stützen, stärker wahrgenommen werden als solche, die sie beschädigen.
Eine gesonderte wissenschaftliche Untersuchung des 11:11-Phänomens gibt es bislang nicht, da es aus wissenschaftlicher Sicht zum einen irrelevant und zum anderen durch die gängigen wissenschaftlichen Erkenntnisse abgedeckt ist.

## Kulturelle Rezeption
Die Zahlenfolge 11:11 ist aufgrund ihrer esoterischen Bedeutung auch von der Popkultur rezipiert worden, so etwa in den Horrorfilmen 11-11-11 – Das Tor zur Hölle und 11/11/11 – Das Omen kehrt zurück. Ferner tragen zahlreiche Musikstücke und Alben den Titel „11:11“, bspw. von Sasha Sökol, Regina Spektor, Cro (Rapper), Maria Taylor,  Rodrigo y Gabriela und Chris Brown.